# Championnat du Japon de football de deuxième division 2002
Navigation
J2 League 2001 J2 League 2003
Le Championnat du Japon de football de deuxième division 2002 est la 4e édition de la J.League 2. Le championnat a débuté le 3 mars 2002 et s'est achevé le 24 novembre 2002.
Les deux meilleurs du championnat sont promus en J.League 2003.

## Les clubs participants
Les équipes classées de la 3e à la 12e place de la J2 League 2001 et les 15e et 16e de J1 League 2001 participent à la compétition.
| Club              | Dernière montée | Ville     | Classement 2001 | Entraîneur         | Depuis | Stade                          | Capacité | Nombre de saisons |
| ----------------- | --------------- | --------- | --------------- | ------------------ | ------ | ------------------------------ | -------- | ----------------- |
| Avispa Fukuoka    | 2002            | Fukuoka   | 15e             | Shigekazu Nakamura | 2002   | Level5 Stadium                 | 22 563   | 1                 |
| Cerezo Osaka      | 2002            | Osaka     | 16e             | Akihiro Nishimura  | 2001   | Stade Nagai                    | 50 000   | 1                 |
| Montedio Yamagata | -               | Yamagata  | 3e              | Koichi Hashiratani | 2001   | Stade du parc Yamagata         | 20 315   | 4                 |
| Oita Trinita      | -               | Ōita      | 4e              | Shinji Kobayashi   | 2001   | Stade d'Oita                   | 40 000   | 4                 |
| Albirex Niigata   | -               | Niigata   | 5e              | Yasuharu Sorimachi | 2001   | Stade Denka                    | 42 300   | 4                 |
| Omiya Ardija      | -               | Saitama   | 6e              | Toshiya Miura      | 2000   | Stade du parc Omiya            | 15 500   | 4                 |
| Kawasaki Frontale | 2001            | Kawasaki  | 7e              | Nobuhiro Ishizaki  | 2001   | Stade d'athlétisme de Todoroki | 27 495   | 3                 |
| Shonan Bellmare   | 2000            | Hiratsuka | 8e              | Koji Tanaka        | 2001   | Hiratsuka Stadium              | 18 500   | 3                 |
| Yokohama FC       | 2001            | Yokohama  | 9e              | Katsuyoshi Shinto  | 2001   | Stade Yokohama Mitsuzawa       | 15 454   | 2                 |
| Sagan Tosu        | -               | Tosu      | 10e             | Hiroshi Soejima    | 2002   | Stade de Tosu                  | 24 460   | 4                 |
| Mito HollyHock    | 2000            | Mito      | 11e             | Masaaki Kanno      | 2001   | Stade Mito                     | 12 000   | 3                 |
| Ventforet Kōfu    | 1999            | Kōfu      | 12e             | Takeshi Oki        | 2002   | Kose Sports Park Stadium       | 17 000   | 4                 |

- Relégué de la J1 League 2001

### Localisation des clubs
| \| Clubs du Grand Tokyo · Omiya Ardija (Saitama) · Ventforet Kōfu (Yamanashi) · Shonan Bellmare (Kanagawa) · Mito HollyHock (Ibaraki) · Yokohama FC (Kanagawa) · Kawasaki Frontale (Kanagawa) Grand Tokyo Cerezo Osaka Albirex Niigata Oita Trinita Avispa Fukuoka Sagan Tosu Montedio Yamagata \| Localisation des clubs engagés dans le championnat. |
| Clubs du Grand Tokyo · Omiya Ardija (Saitama) · Ventforet Kōfu (Yamanashi) · Shonan Bellmare (Kanagawa) · Mito HollyHock (Ibaraki) · Yokohama FC (Kanagawa) · Kawasaki Frontale (Kanagawa) Grand Tokyo Cerezo Osaka Albirex Niigata Oita Trinita Avispa Fukuoka Sagan Tosu Montedio Yamagata                                                           |

| Clubs du Grand Tokyo · Omiya Ardija (Saitama) · Ventforet Kōfu (Yamanashi) · Shonan Bellmare (Kanagawa) · Mito HollyHock (Ibaraki) · Yokohama FC (Kanagawa) · Kawasaki Frontale (Kanagawa) Grand Tokyo Cerezo Osaka Albirex Niigata Oita Trinita Avispa Fukuoka Sagan Tosu Montedio Yamagata |

## Compétition

### Classement
Source : CLASSEMENT J.LEAGUE DIVISION 2 2002 sur transfermarkt.fr
| Rang | Équipe            | Pts | J  | G  | N  | P  | Bp | Bc | Diff |
| ---- | ----------------- | --- | -- | -- | -- | -- | -- | -- | ---- |
| 1    | Oita Trinita      | 94  | 44 | 28 | 10 | 6  | 67 | 34 | +33  |
| 2    | Cerezo Osaka R    | 87  | 44 | 25 | 12 | 7  | 93 | 53 | +40  |
| 3    | Albirex Niigata   | 82  | 44 | 23 | 13 | 8  | 75 | 47 | +28  |
| 4    | Kawasaki Frontale | 80  | 44 | 23 | 11 | 10 | 71 | 53 | +18  |
| 5    | Shonan Bellmare   | 64  | 44 | 16 | 16 | 12 | 46 | 43 | +3   |
| 6    | Omiya Ardija      | 59  | 44 | 14 | 17 | 13 | 52 | 42 | +10  |
| 7    | Ventforet Kōfu    | 58  | 44 | 16 | 10 | 18 | 51 | 55 | -4   |
| 8    | Avispa Fukuoka R  | 42  | 44 | 10 | 12 | 22 | 58 | 69 | -11  |
| 9    | Sagan Tosu        | 41  | 44 | 9  | 14 | 21 | 41 | 64 | -23  |
| 10   | Mito HollyHock    | 40  | 44 | 11 | 7  | 26 | 45 | 73 | -28  |
| 11   | Montedio Yamagata | 35  | 44 | 6  | 17 | 21 | 29 | 57 | -28  |
| 12   | Yokohama FC       | 35  | 44 | 8  | 11 | 25 | 43 | 81 | -38  |

|  | Promu en J1 League 2003       |
|  | R : Relégué de J1 League 2001 |

## Statistiques

### Meilleurs buteurs
|                    | Buteur            | Club                      | Buts | MJ |
| ------------------ | ----------------- | ------------------------- | ---- | -- |
| Médaille d'or      | Marcus            | Albirex Niigata           | 19   | 36 |
| Médaille d'argent  | Andradina         | Oita Trinita              | 18   | 39 |
| Médaille de bronze | Yoshito Okubo     | Cerezo Osaka              | 18   | 29 |
| 4                  | Bentinho          | Kawasaki Frontale         | 16   | 36 |
| 5                  | David Bisconti    | Avispa Fukuoka Sagan Tosu | 14   | 39 |
| 6                  | Hiroshi Morita    | Sagan Tosu                | 14   | 38 |
| 7                  | Takayoshi Ono     | Mito HollyHock            | 14   | 36 |
| 8                  | Jorge Dely Valdés | Albirex Niigata           | 13   | 32 |
| 9                  | Yasuo Manaka      | Cerezo Osaka              | 13   | 28 |
| 10                 | Hiroaki Morishima | Cerezo Osaka              | 12   | 37 |